# Danau Tamblingan
Der Danau Tamblingan ist ein Kratersee im Verwaltungsbezirk Buleleng im Norden der indonesischen Insel Bali.

## Beschreibung
Der See befindet sich im Subdistrikt Banjar im Verwaltungsbezirk Buleleng rund 7 Kilometer östlich des Dorfes Munduk. Er liegt circa 1000 Meter über dem Meeresspiegel und ist von Bergen umgeben. Am Ufer des Sees befindet sich der Tempel Pura Gubug, der der Göttin des Sees, Dewi Danu, gewidmet ist. Mehrere weitere Tempel, wie der Pura Dalem Tamblingan im Osten, umgeben den See.

## Entwicklung
Der Danau Tamblingan ist einer von drei Seen in einem Vulkankrater, die vermutlich ursprünglich einen großen See bildeten und teils durch vulkanische Aktivität voneinander getrennt wurden. Die anderen beiden Seen, Buyan und Bratan, befinden sich östlich beziehungsweise südöstlich des Sees Tamblingan. Die Seen Tamblingan und Buyan bildeten noch bis zu einem Erdrutsch im Jahr 1818 einen See. Der Tamblingan ist der kleinste der drei Seen.